# 대구약령시한방문화축제
대구약령시한방문화축제는 대구광역시 중구 대구 약령시에서 개최하는 전통 한방 축전이다.

## 역대 축전
| 회차 | 연도   | 내용 |
| ---- | ------ | --- |
| 1    | 1978년 | 개장식, 고사, 농악놀이등의 기본행사와 쌍화차전시, 약령시부활추진위결성                                                                 |
| 2    | 1979년 | 한약재건재(짝)전시, 전국민속예술제 병행                                                                                                |
| 3    | 1980년 | 한약재전시관설치, 병별처방약전시(20종)                                                                                                 |
| 4    | 1981년 | 한약재전시관설치, 병별처방약전시(20종), '국풍81' 참여/대통령방문                                                                       |
| 5    | 1982년 | 야시장개장(15일), 업소진열장설치, 한약재도매시장개장                                                                                   |
| 6    | 1983년 | 야시장개장(15일), 업소진열장설치, 한약재도매시장개장                                                                                   |
| 7    | 1984년 | 전국체전 |
| 8    | 1985년 | 무료투약 업소별첩약세분, 한약재상설전시관개관                                                                                          |
| 9    | 1986년 | 한약재 절단경진대회 학술세미나, 한약제재기계전시                                                                                       |
| 10   | 1987년 | 한약재전시, 한약재수출입조합설립 |
| 11   | 1988년 | 고풍식약괘, 풍기인삼전시판매, 어린이우리옷자랑, 전통한약시장고시                                                                       |
| 12   | 1989년 | 전통차약차무료시음, 한약무료시혜, 수입약재전시                                                                                         |
| 13   | 1990년 | 어린이보약증정, 한약초분재전시 |
| 14   | 1991년 | 아악연주, 전통다례시범 |
| 15   | 1992년 | 전통한과전시판매, 전통차·약차무료제공                                                                                                  |
| 16   | 1993년 | 고전국악기전시, 주부·노인건강관리 한방강연, 전승기예경연, 약령시전시관개관                                                             |
| 17   | 1994년 | 즉석노래자랑, 한약재중량맞추기, 한방술·요리전시                                                                                        |
| 18   | 1995년 | 한약초분재사진전시, 보약증정, 인삼·홍삼·수삼전시                                                                                       |
| 19   | 1996년 | 경상감사도임순력, 초등학교농악경연대회                                                                                                 |
| 20   | 1997년 | 약초(엽)채취대회, 백두산약초사진전시, 야생(약)초전시                                                                                   |
| 21   | 1998년 | 한방무료진료 및 보약증정, 한약차무료시음                                                                                               |
| 22   | 1999년 | 약초꽃동산조성, 약초슬라이드강연, 한의약고서기획전, 봄·가을 2회 개최                                                                   |
| 23   | 2000년 | 한약 달이기시연·탕액즉석판매, 한약재경매공개, 약첩싸기체험, 봄행사(5월)로 전환, 약령시축제가 2001년 '문화관광축제'로 지정됨            |
| 24   | 2001년 | 내가만든 도자기코너, 한약종묘제공, 우리약술모음전, 한방토속음식촌개장                                                                  |
| 25   | 2002년 | 약초꽃동산조성, 한방떡만들기체험, 한방무료진료 및 체질감별                                                                             |
| 26   | 2003년 | 직장인을 위한 야간공연 및 행사, 시민참여형의 한방테마 행사, 대구 지하철 화재 참사 희생자를 위한 추모제, '2003 약령시축제'홈페이지 오픈 |
| 27   | 2004년 | 주제: "그윽한 약초향기 넘치는 건강" - 5월 1일부터 5월 5일까지 개최                                                                     |
| 28   | 2005년 | 약령시 문화축제 한마당 |
| 29   | 2006년 | 주제: 『한방웰빙로드 2006』 찾고싶은거리, 기억하고 싶은거리, 머물고싶은거리, 꿈을 만드는거리                                           |
| 30   | 2007년 | 주제: 『대한민국 한방허브-웰빙로드 2007』 슬로건: 무병장수를 꿈꾸며!                                                                   |
| 31   | 2008년 | 주제: 『약령의 숨결, 건강의 물결!』 슬로건: "당신의 오감(五感)이 당신의 건강속으로"                                                    |
| 32   | 2009년 | 주제: 『자연과 공존하는 건강한 삶』 2009대구약령시 한방문화축제                                                                        |
| 33   | 2010년 | 주제: 선조의 명약이 400년을 넘어... 메디시티 대구약령시. 슬로건: 400년 전 약령시의 하늘이 2010년에 열린다.                             |
| 34   | 2011년 | 주제: 약령시로 떠나는 건강한 소풍. 슬로건: 미소 한 첩, 건강 한 제 달여 가이소!                                                         |
| 35   | 2012년 | 주제: 즐거운 동행, 건강한 소풍. 슬로건: 즐거운 하루, 건강한 인생! 약령시에서 만나요! 문화체육관광부 지정 『문화관광 우수축제』선정     |
| 36   | 2013년 | 주제: 웃음꽃이 피어나는 건강한 소풍. 슬로건: 건강한 바람 쐬러 오이소! 문화체육관광부 지정 『문화관광 우수축제』선정                    |
| 37   | 2014년 | 주제: 약손이 전하는 건강한 미소 슬로건: 건강한 향기가 넘쳐나는 약령시 놀러 오이소!                                                     |

## 같이 보기
- 대구 약령시